# American Society of Mechanical Engineers
Pour les articles homonymes, voir Asme.
L'American Society of Mechanical Engineers est une société savante basée aux États-Unis active dans le domaine de la recherche scientifique en science mécanique.

## Personnalités
- Arezoo Ardekani